# Impatiens bequaertii
Impatiens bequaertii là một loài thực vật có hoa trong họ Bóng nước. Loài này được De Wild. mô tả khoa học đầu tiên năm 1922.